# Berco
Berco S.p.A. è un'industria italiana operante nel settore metalmeccanico specializzata nella fabbricazione di componenti e sistemi sottocarro per macchine movimento terra cingolate e attrezzature per la revisione e la manutenzione del sottocarro.

## L'azienda
Berco SpA è stata fondata da Vezio Bertoni nel 1920 a Copparo, in provincia di Ferrara, come piccola impresa di riparazioni di macchine agricole, arrivando ad acquistare poi nel tempo sempre maggiore importanza nel proprio territorio ed espandendosi così oltre i confini provinciali di Ferrara e dell'Emilia-Romagna. Nel 1989 l'azienda acquista la fabbrica "Simmel" di Castelfranco Veneto in provincia di Treviso e nel 1998 acquisisce la fabbrica di forgiatura "FILS" di Busano in provincia di Torino (chiusa nel 2013) spostando tutte le lavorazioni a Copparo, arrivando così ad essere la più grande azienda del settore in tutto il mondo.
L'azienda opera principalmente nel settore della produzione di componenti e sistemi per carri e macchine per la lavorazione della terra.
Dal 1999 Berco SpA fa parte del gruppo ThyssenKrupp possedendo diversi stabilimenti in tutto il mondo. Le principali filiali di Berco sono presenti per l'America negli USA e in Brasile, per l'Europa in Italia e in Bulgaria.

## Berco in cifre
Lo stabilimento principale di Copparo si estende su un'area di 550.000 m² e conta circa 1400 dipendenti, la fabbrica di Castelfranco Veneto si estende su circa 70.000 m² contando circa 145 dipendenti .
Attualmente solo il 10% dei prodotti interessano il mercato Italiano mentre il 90% è rappresentato dai mercati esteri, dei quali il 32,9% è rappresentato dagli USA. Berco esporta prodotti in 84 paesi del mondo.
Ogni anno in Berco vengono lavorate 160.000 tonnellate di acciaio con la produzione di 200.000 catene 1.000.000 di rulli, 120.000 ruote e 5.000.000 di suole.